# Вадим Бакатин
Вадим Викторович Бакатин е бивш руски и съветски политик и офицер, генерал.
През 1987 г. е назначен за 1-ви секретар на Кемеровския областен комитет на КПСС. Министър на вътрешните работи на СССР от 1988 до 1990 г. Повишен в звание генерал-лейтенант през 1988 г.
От август до ноември 1991 г. е председател на КГБ. Той е последният директор на организацията. На него е възложена задачата да разпусне КГБ, но не успява да я изпълни, поради политически причини.
От ноември 1991 до януари 1992 г. ръководи Междурепубликанската служба за сигурност. През юни 1991 г. се кандидатира на президентските избори в Русия като независим кандидат.
След подаване на оставка работи в Международния фонд за икономически и социални реформи „Реформа“ от 1992 до 1997 г. Член е на Консултативния съвет на Baring Vostok Capital Partners.